# Peter Gelderloos
Peter Gelderloos (Morristown, Nova Jersey, 13 d'agost de 1982) és un activista anarquista i escriptor estatunidenc.

## Biografia
Gelderloos va ser arrestat amb altres persones en una protesta contra un centre d'entrenament militar estatunidenc a l'Escola de les Amèriques, des d'on es formava a militars i policies llatinoamericans. Fou sentenciat a sis mesos dins presó. També va ser membre del programa Copwatch, una xarxa de seguiments dels abusos policials, a Harrisonburg.
L'abril de 2007 va ser arrestat a Barcelona i acusat arran d'uns fets durant una manifestació il·legal okupa, amb càrrecs de fins a 6 anys de presó. Fou absolt el 2009.
En un dels seus llibres més coneguts, How Nonviolence Protects the State (Com la no-violència protegeix l'estat), aparegut el 2007, critica el relat interessat que es fa de la no-violència des dels grups de poder, ignorant la important contribució d'altres estratègies. Ho descriu posant en context històric el moviment d'independència de l'Índia i el dels drets dels afroamericans als EUA.

## Obres
- Gelderloos, Peter. Worshipping Power: An Anarchist View of Early State Formation.  Oakland: AK Press, 2017.
- Gelderloos, Peter. Learning From Ferguson.  Seattle: Left Bank Books, 2015.
- Gelderloos, Peter. The Failure of Nonviolence: From the Arab Spring to Occupy.  Seattle: Left Bank Books, 2013.[7][8]
- Gelderloos, Peter. Anarchy Works.  San Francisco: Ardent Press, 2010.
- Gelderloos, Peter. To Get to the Other Side: a journey through Europe and its anarchist movements, 2010. Arxivat 2013-12-08 a Wayback Machine.
- Gelderloos, Peter. Sousa in the Echo Chamber.  Homebound Books, 2009.
- Gelderloos, Peter. How Nonviolence Protects the State.  Boston: South End Press, 2007. ISBN 978-0-89608-772-9.
- Gelderloos, Peter. Consensus: A New Handbook for Grassroots Social, Political, and Environmental Groups.  Tucson: See Sharp Press, 2006. ISBN 978-1-884365-39-3.
- Gelderloos, Peter. How Nonviolence Protects the State [first edition].  Harrisonburg: Signalfire Press, 2005.[9][10]
- Gelderloos, Peter. What is Democracy?.  Tucson: See Sharp Press, 2004. ISBN 978-0-00-005219-3.